# Annemieke Bouma
Annemieke Bouma (ur. 12 marca 1956) – holenderska lekkoatletka, która specjalizowała się w skoku wzwyż.
Już jako piętnastolatka zadebiutowała na mistrzostwach Europy, które w 1971 roku odbyły się w Helsinkach. Dwa lata później została wicemistrzynią Europy juniorek. W 1974 roku była czternasta na halowym czempionacie oraz dziesiąta w mistrzostwach Europy na stadionie. Podczas odbywających się w Katowicach halowych mistrzostw Europy, jeszcze jako juniorka, zdobyła brązowy medal. Stawała na podium mistrzostw Holandii, dwa razy poprawiała rekord kraju na stadionie.
Rekord życiowy: 1,84 (28 lipca 1974, Arnhem) – rezultat ten był do 1975 roku rekordem Holandii.

## Osiągnięcia
| Rok  | Impreza                     | Miejsce   | Pozycja     | Wynik |
| ---- | --------------------------- | --------- | ----------- | ----- |
| 1971 | Mistrzostwa Europy          | Helsinki  | 21. miejsce | 1,70  |
| 1973 | Halowe mistrzostwa Europy   | Rotterdam | 12. miejsce | 1,80  |
| 1973 | Mistrzostwa Europy juniorów | Duisburg  | 2. miejsce  | 1,80  |
| 1974 | Halowe mistrzostwa Europy   | Göteborg  | 14. miejsce | 1,70  |
| 1974 | Mistrzostwa Europy          | Rzym      | 10. miejsce | 1,83  |
| 1975 | Halowe mistrzostwa Europy   | Katowice  | 3. miejsce  | 1,80  |
| 1976 | Halowe mistrzostwa Europy   | Monachium | 17. miejsce | 1,75  |